# Euaresta versicolor
Euaresta versicolor es una especie de insecto perteneciente al género Euaresta, de la familia Tephritidae y orden Diptera.

## Historia
Norrbom la describió científicamente por primera vez en el año 1993.